# Aethelwald di Deira
Aethelwald (fl. VII secolo) fu sovrano di Deira, regno anglo dell'Inghilterra settentrionale, dal 651 al 655 ca.
Era figlio di Oswald, monarca sia di Bernicia sia di Deira, unificati nel regno di Northumbria. Dopo l'uccisione di re Oswine di Deira da parte di Oswiu di Northumbria, fratello del padre Oswald, nel 651 Aethelwald fu inizialmente posto sul trono di Deira.
L'anno seguente (652/653) si alleò con il nemico di Oswiu, re Penda di Mercia e, secondo il san Beda il Venerabile, fece da guida al sovrano merciano quando questi invase la Northumbria nel 655. Ma quando il 15 novembre
Penda e Oswiu si scontrarono nella battaglia di Winwaed, Aethelwald si ritirò con le sue truppe e Penda fu sconfitto e ucciso, forse anche a causa di questa defezione. Subito dopo, sembra che Aethelwald abbia perso il potere a favore di Alchfrith, che fu messo sul trono di Deira dallo stesso Oswiu. Non si sa cosa sia accaduto a Aethelwald.
Sebbene si fosse alleato con il pagano Penda, Aethelwald fu un cristiano devoto, ricordato per la generosità dimostrata verso san Chad, a cui diede delle terre per costruire un monastero.